# Ovada
Ovada é uma comuna italiana da região do Piemonte, província de Alexandria, com cerca de 11.677 habitantes. Estende-se por uma área de 35,33 km², tendo uma densidade populacional de 330 hab/km². Faz fronteira com Belforte Monferrato, Cremolino, Molare, Rocca Grimalda, Rossiglione (GE), Silvano d'Orba, Tagliolo Monferrato, Trisobbio.

## Demografia
| Variação demográfica do município entre 1861 e 2011                               |
|                                                                                   |
| Fonte: Istituto Nazionale di Statistica (ISTAT) - Elaboração gráfica da Wikipedia |